# Harley Refsal
 (mars 2019).
Si vous disposez d'ouvrages ou d'articles de référence ou si vous connaissez des sites web de qualité traitant du thème abordé ici, merci de compléter l'article en donnant les références utiles à sa vérifiabilité et en les liant à la section « Notes et références ».
Harley Refsal est un sculpteur sur bois né le 25 décembre 1944 et mort le 8 septembre 2024, spécialisé dans le style scandinave de sculpture sur bois sur surface plane.

## Jeunesse
Harley Refsal est né le 25 décembre 1944 à Hoffman, petite commune rurale du Minnesota. Ses grands-parents, tous deux immigrés norvégiens, vivaient dans la ferme familiale. Habitué à entendre quotidiennement la langue norvégienne, Refsal devint rapidement bilingue. Il commence à fabriquer ses propres jouets en bois très tôt, son père étant menuisier et son oncle travaillant dans l'industrie du bois lui fournissent régulièrement de quoi s'exercer.

## Carrière
En 1960, Harley Refsal déménage en Norvège et apprend différentes techniques de sculpture sur bois auprès des populations locales rurales du pays, et notamment le style scandinave de sculpture sur bois sur surface plane. En 1970, il revient aux États-Unis, dans l'Iowa, et devient professeur de norvégien au Luther College. Entretemps, Refsal peaufine son style et son art dans différentes classes de sculpture sur bois et ébénisterie. Il atteint ainsi un certain niveau qui lui permet d'apprendre à différentes personnes la sculpture sur bois sur surface plane au musée norvégo-américain de Decorah, Iowa. Ainsi sa renommée grandissante le fait voyager dans toute l'Amérique du Nord pour donner des cours de ce style spécifique de sculpture sur bois. En 1980, Refsal et sa famille déménagent en Norvège afin qu'il passe un diplôme d'art folklorique norvégien. Son diplôme en poche, le professeur de l'école qui accueille Refsal lui promet une rencontre avec différents sculpteurs sur bois sur surface plane, Malheureusement, il ne put en trouver aucun, cet art ayant quasiment disparu du pays, c'est alors qu'il lui demande de donner lui-même des cours aux Norvégiens. Après de nombreuses conférences et démonstrations en Scandinavie, Refsal reçoit du roi Harald V de Norvège la médaille Saint-Olaf. Le résultat de ces études et dissertation sur l'art folklorique et la sculpture sur bois scandinave donna naissance à deux livres sur cette technique, seuls livres montrant et expliquant en profondeur cet art de sculpter. Au début des années 2000, la famille Refsal revient dans l'Iowa, et Harley reprend son poste de professeur tout en continuant de donner des cours à travers le pays.